# Poipet
Poipet (khmeră ក្រុងប៉ោយប៉ែត) este un oraș din Cambodgia.